# Putue
Putue is een bestuurslaag in het regentschap Aceh Jaya van de provincie Atjeh, Indonesië. Putue telt 187 inwoners (volkstelling 2010).